# Operación Mincemeat (película)
Operación Mincemeat (también llamada El arma del engaño, originalmente titulada Operation Mincemeat) es una película británica de drama bélico de 2021, dirigida por John Madden. Está basada en el libro de Ben Macintyre acerca de la británica Operación Mincemeat durante la Segunda Guerra Mundial. La cinta está protagonizada por Colin Firth, Kelly Macdonald, Matthew Macfadyen, Penelope Wilton, Johnny Flynn y Jason Isaacs.
La película tuvo su estreno mundial en el Festival de Cine Británico de Australia de 2021, y en el Reino Unido el 15 de abril de 2022 por Warner Bros. Pictures. Fue estrenada en Netflix para Norteamérica y Latinoamérica el 11 de mayo de 2022.

## Premisa
Durante la Segunda Guerra Mundial, dos oficiales de inteligencia británicos utilizan un cadáver y papeles falsos para burlar a las tropas alemanas.

## Reparto
- Colin Firth como Ewen Montagu
- Matthew Macfadyen como Charles Cholmondeley
- Kelly Macdonald como Jean Leslie
- Penelope Wilton como Hester Leggett
- Johnny Flynn como Ian Fleming
- Jason Isaacs como John Godfrey
- Simon Russell Beale como Winston Churchill
- Paul Ritter como Bentley Purchase
- Mark Gatiss como Ivor Montagu
- Nicholas Rowe como David Ainsworth
- Will Keen como Salvador Gómez-Beare
- Alexander Beyer como Karl Kuhlenthal
- Lorne MacFadyen como Roger Dearborn
- Hattie Morahan como Iris Montagu
- Alex Jennings como John Masterman
- Mark Bonnar como St John Horsfall
- Gabrielle Creevy como Doris Michael
- Ruby Bentall como Connie Bukes
- James Fleet como Charles Fraser-Smith
- Nico Birnbaum como Alexis von Roenne
- Markus Von Lingen como Adolf Clauss
- Jonjo O'Neill como Teddy

## Producción
En mayo de 2019 se anunció que la película sería dirigida por John Madden y protagonizada por Colin Firth. Kelly Macdonald se unió  a la película en octubre del mismo año. En diciembre de 2019, Matthew Macfadyen, Penelope Wilton, Johnny Flynn, Tom Wilkinson, Hattie Morahan, Simon Russell Beale, Paul Ritter y Mark Gatiss también se unieron al reparto. Jason Isaacs fue anunciado como parte del reparto en marzo de 2020.
El rodaje empezó en diciembre de 2019 entre Londres y España. Las ubicaciones incluyen una escena de batalla en Saunton Beach en North Devon en febrero de 2020 y varias escenas en Málaga en marzo de 2021.

## Distribución
En febrero de 2021, Warner Bros. International adquirió los derechos de distribución de Operación Mincemeat en el Reino Unido. La película tuvo su estreno mundial en el Festival de Cine Británico de Australia en noviembre de 2021, y fue estrenada en cines el 15 de abril de 2022. Netflix adquirió los derechos de la película en América del Norte y Latinoamérica, y fue estrenada en su servicio de streaming en dichos territorios el 11 de mayo de 2022.

## Recepción
En la revisión del sitio web Rotten Tomatoes, 90% de 21 críticas de las revisiones son positivas, con un índice medio de 6.5/10. Metacritic, que utiliza una media ponderada, asignó a la película una puntuación de 57 de 100 basada en 6 críticas, indicando "revisiones mixtas o promedio".